# Manor Solomon
Manor Solomon (Hebreeuws: מנור סולומון) (Kefar Sava, 24 juli 1999) is een Israëlisch-Portugees voetballer die doorgaans speelt als vleugelspeler. In juli 2023 verruilde hij Sjachtar Donetsk voor Tottenham Hotspur. Solomon maakte in 2018 zijn debuut in het Israëlisch voetbalelftal.

## Clubcarrière
Solomon speelde in de jeugd van Hapoel Kefar Saba en kwam na een jaar terecht in de jeugdopleiding van Maccabi Petach Tikwa. Deze doorliep de vleugelaanvaller en zijn professionele debuut maakte hij op 26 november 2016, toen op bezoek bij Hapoel Haifa met 2–1 verloren werd. Solomon begon op de bank maar kwam negen minuten na rust als invaller voor Mohammed Kalibat. Het eerste doelpunt van Solomon volgde op 28 januari 2017, in eigen huis tegen Bnei Jehoeda. Na een treffer van Mihai Roman verdubbelde Solomon na achtenzeventig minuten de score. Bij de 2–0 zou het ook blijven deze wedstrijd.
In januari 2019 werd de Israëliër voor circa zes miljoen euro overgenomen door Sjachtar Donetsk, waar hij zijn handtekening zette onder een verbintenis voor de duur van vijfenhalf jaar. Na de Russische invasie van Oekraïne in 2022 werd Solomon in de zomer van dat jaar op huurbasis overgenomen door het naar de Premier League gepromoveerde Fulham. Na deze verhuurperiode verliep zijn verbintenis bij Sjachtar, waarna Tottenham Hotspur hem transfervrij aantrok en een contract voor vijf seizoenen voorschotelde. Hij speelde vijf competitiewedstrijden in zijn eerste seizoen bij Tottenham en werd in augustus 2024 voor een jaar verhuurd aan Leeds United. Voor die club scoorde hij tien keer en hij hielp Leeds met het pakken van de titel in het Championship, waarmee de club promoveerde naar de Premier League.

## Clubstatistieken
| Seizoen | Club                 | Competitie     | Competitie | Competitie | Beker | Beker | Internationaal | Internationaal | Totaal | Totaal |
| Seizoen | Club                 | Competitie     | Wed.       | Dlp.       | Wed.  | Dlp.  | Wed.           | Dlp.           | Wed.   | Dlp.   |
| ------- | -------------------- | -------------- | ---------- | ---------- | ----- | ----- | -------------- | -------------- | ------ | ------ |
| 2016/17 | Maccabi Petach Tikwa | Ligat Ha'Al    | 23         | 2          | 4     | 0     | —              | —              | 27     | 2      |
| 2017/18 | Maccabi Petach Tikwa | Ligat Ha'Al    | 33         | 4          | 5     | 0     | —              | —              | 26     | 3      |
| 2018/19 | Maccabi Petach Tikwa | Ligat Ha'Al    | 12         | 2          | 6     | 2     | —              | —              | 18     | 4      |
| 2018/19 | Sjachtar Donetsk     | Premjer Liha   | 11         | 0          | 3     | 1     | 2              | 0              | 16     | 1      |
| 2019/20 | Sjachtar Donetsk     | Premjer Liha   | 20         | 3          | 1     | 0     | 8              | 3              | 29     | 6      |
| 2020/21 | Sjachtar Donetsk     | Premjer Liha   | 23         | 9          | 2     | 0     | 10             | 2              | 35     | 11     |
| 2021/22 | Sjachtar Donetsk     | Premjer Liha   | 16         | 4          | 2     | 0     | 8              | 0              | 26     | 4      |
| 2022/23 | → Fulham             | Premier League | 19         | 4          | 5     | 1     | —              | —              | 24     | 5      |
| 2023/24 | Tottenham Hotspur    | Premier League | 5          | 0          | 1     | 0     | —              | —              | 6      | 0      |
| 2024/25 | → Leeds United       | Championship   | 39         | 10         | 2     | 0     | —              | —              | 41     | 10     |
| Totaal  | Totaal               | Totaal         | 201        | 38         | 31    | 4     | 28             | 5              | 260    | 47     |

Bijgewerkt op 20 juli 2025.

## Interlandcarrière
Solomon maakte zijn debuut in het Israëlisch voetbalelftal op 7 september 2018, toen met 1–0 verloren werd van Albanië door een doelpunt van Taulant Xhaka. De vleugelspeler moest van bondscoach Andreas Herzog op de bank beginnen en hij mocht achttien minuten voor tijd invallen voor Beram Kayal. De andere debutant dit duel was Nisso Kapiloto (Hapoel Haifa) en Ayad Habashi (Maccabi Haifa). Zijn eerste doelpunt maakte Solomon op 18 november 2020, tijdens zijn veertiende interlandoptreden. Op die dag werd een wedstrijd in de UEFA Nations League gespeeld tegen Schotland. Een minuut voor rust zorgde Solomon voor het enige doelpunt van de wedstrijd.
| Interlands van Manor Solomon voor Israël | Interlands van Manor Solomon voor Israël | Interlands van Manor Solomon voor Israël | Interlands van Manor Solomon voor Israël | Interlands van Manor Solomon voor Israël | Interlands van Manor Solomon voor Israël | Interlands van Manor Solomon voor Israël |
| №                                        | Datum                                    | Wedstrijd                                | Uitslag                                  | Competitie                               | Goals                                    |                                          |
| Als speler bij Maccabi Petach Tikwa      | Als speler bij Maccabi Petach Tikwa      | Als speler bij Maccabi Petach Tikwa      | Als speler bij Maccabi Petach Tikwa      | Als speler bij Maccabi Petach Tikwa      | Als speler bij Maccabi Petach Tikwa      | Als speler bij Maccabi Petach Tikwa      |
| ---------------------------------------- | ---------------------------------------- | ---------------------------------------- | ---------------------------------------- | ---------------------------------------- | ---------------------------------------- | ---------------------------------------- |
| 1                                        | 7 september 2018                         | Albanië – Israël                         | 1 – 0                                    | Nations League 2018/19                   |                                          |                                          |
| 2                                        | 15 november 2018                         | Israël – Guatemala                       | 7 – 0                                    | Vriendschappelijk                        |                                          |                                          |
| Als speler bij Sjachtar Donetsk          |                                          |                                          |                                          |                                          |                                          |                                          |
| 3                                        | 21 maart 2019                            | Israël – Slovenië                        | 1 – 1                                    | EK 2020 kwalificatie                     |                                          |                                          |
| 4                                        | 10 juni 2019                             | Polen – Israël                           | 4 – 0                                    | EK 2020 kwalificatie                     |                                          |                                          |
| 5                                        | 5 september 2019                         | Israël – Noord-Macedonië                 | 1 – 1                                    | EK 2020 kwalificatie                     |                                          |                                          |
| 6                                        | 9 september 2019                         | Slovenië – Israël                        | 3 – 2                                    | EK 2020 kwalificatie                     |                                          |                                          |
| 7                                        | 10 oktober 2019                          | Oostenrijk – Israël                      | 3 – 1                                    | EK 2020 kwalificatie                     |                                          |                                          |
| 8                                        | 4 september 2020                         | Schotland – Israël                       | 1 – 1                                    | Nations League 2020/21                   |                                          |                                          |
| 9                                        | 7 september 2020                         | Israël – Slowakije                       | 1 – 1                                    | Nations League 2020/21                   |                                          |                                          |
| 10                                       | 8 oktober 2020                           | Schotland – Israël                       | 0 – 0                                    | EK 2020 kwalificatie                     |                                          |                                          |
| 11                                       | 11 oktober 2020                          | Israël – Tsjechië                        | 1 – 2                                    | Nations League 2020/21                   |                                          |                                          |
| 12                                       | 14 oktober 2020                          | Slowakije – Israël                       | 2 – 3                                    | Nations League 2020/21                   |                                          |                                          |
| 13                                       | 15 november 2020                         | Tsjechië – Israël                        | 1 – 0                                    | Nations League 2020/21                   |                                          |                                          |
| 14                                       | 18 november 2020                         | Israël – Schotland                       | 1 – 0                                    | Nations League 2020/21                   | 44'                                      |                                          |
| 15                                       | 25 maart 2021                            | Israël – Denemarken                      | 0 – 2                                    | WK 2022 kwalificatie                     |                                          |                                          |
| 16                                       | 28 maart 2021                            | Israël – Schotland                       | 1 – 1                                    | WK 2022 kwalificatie                     |                                          |                                          |
| 17                                       | 31 maart 2021                            | Moldavië – Israël                        | 1 – 4                                    | WK 2022 kwalificatie                     | 57'                                      |                                          |
| 18                                       | 5 juni 2021                              | Montenegro – Israël                      | 1 – 3                                    | Vriendschappelijk                        | 69'                                      |                                          |
| 19                                       | 9 juni 2021                              | Portugal – Israël                        | 4 – 0                                    | Vriendschappelijk                        |                                          |                                          |
| 20                                       | 1 september 2021                         | Faeröer – Israël                         | 0 – 4                                    | WK 2022 kwalificatie                     |                                          |                                          |
| 21                                       | 4 september 2021                         | Israël – Oostenrijk                      | 5 – 2                                    | WK 2022 kwalificatie                     | 5'                                       |                                          |
| 22                                       | 7 september 2021                         | Denemarken – Israël                      | 5 – 0                                    | WK 2022 kwalificatie                     |                                          |                                          |
| 23                                       | 9 oktober 2021                           | Schotland – Israël                       | 3 – 2                                    | WK 2022 kwalificatie                     |                                          |                                          |
| 24                                       | 12 oktober 2021                          | Israël – Moldavië                        | 2 – 1                                    | WK 2022 kwalificatie                     |                                          |                                          |
| 25                                       | 12 november 2021                         | Oostenrijk – Israël                      | 4 – 2                                    | WK 2022 kwalificatie                     |                                          |                                          |
| 26                                       | 15 november 2021                         | Israël – Faeröer                         | 3 – 2                                    | WK 2022 kwalificatie                     |                                          |                                          |
| 27                                       | 26 maart 2022                            | Duitsland – Israël                       | 2 – 0                                    | Vriendschappelijk                        |                                          |                                          |
| 28                                       | 29 maart 2022                            | Israël – Roemenië                        | 2 – 2                                    | Vriendschappelijk                        |                                          |                                          |
| 29                                       | 2 juni 2022                              | Israël – IJsland                         | 2 – 2                                    | Nations League 2022/23                   |                                          |                                          |
| 30                                       | 10 juni 2022                             | Albanië – Israël                         | 1 – 2                                    | Nations League 2022/23                   | 57', 73'                                 |                                          |
| 31                                       | 13 juni 2022                             | IJsland – Israël                         | 2 – 2                                    | Nations League 2022/23                   |                                          |                                          |
| Als speler bij Fulham                    |                                          |                                          |                                          |                                          |                                          |                                          |
| 32                                       | 25 maart 2023                            | Israël – Kosovo                          | 1 – 1                                    | EK 2024 kwalificatie                     |                                          |                                          |
| 33                                       | 28 maart 2023                            | Zwitserland – Israël                     | 3 – 0                                    | EK 2024 kwalificatie                     |                                          |                                          |
| 34                                       | 16 juni 2023                             | Wit-Rusland – Israël                     | 1 – 2                                    | EK 2024 kwalificatie                     |                                          |                                          |
| 35                                       | 19 juni 2023                             | Israël – Andorra                         | 2 – 1                                    | EK 2024 kwalificatie                     | 61'                                      |                                          |
| Als speler bij Tottenham Hotspur         |                                          |                                          |                                          |                                          |                                          |                                          |
| 36                                       | 9 september 2023                         | Roemenië – Israël                        | 1 – 1                                    | EK 2024 kwalificatie                     |                                          |                                          |
| 37                                       | 12 september 2023                        | Israël – Wit-Rusland                     | 1 – 0                                    | EK 2024 kwalificatie                     |                                          |                                          |
| Als speler bij Leeds United              |                                          |                                          |                                          |                                          |                                          |                                          |
| 38                                       | 6 september 2024                         | België – IJsland                         | 3 – 1                                    | Nations League 2024/25                   |                                          |                                          |
| 39                                       | 9 september 2024                         | Israël – Italië                          | 1 – 2                                    | Nations League 2024/25                   |                                          |                                          |
| 40                                       | 14 november 2024                         | Frankrijk – IJsland                      | 0 – 0                                    | Nations League 2024/25                   |                                          |                                          |
| 41                                       | 17 november 2024                         | Israël – België                          | 1 – 0                                    | Nations League 2024/25                   |                                          |                                          |
| 42                                       | 22 maart 2025                            | Israël – Estland                         | 2 – 1                                    | WK 2026 kwalificatie                     |                                          |                                          |
| 43                                       | 25 maart 2025                            | Israël – Noorwegen                       | 2 – 4                                    | WK 2026 kwalificatie                     |                                          |                                          |
| 44                                       | 6 juni 2025                              | Estland – Israël                         | 1 – 3                                    | WK 2026 kwalificatie                     |                                          |                                          |

Bijgewerkt op 20 juli 2025.

## Erelijst
| Competitie             |                  |                           |                  |                  |
| Competitie             | Aantal           | Jaren                     |                  |                  |
| Sjachtar Donetsk       | Sjachtar Donetsk | Sjachtar Donetsk          | Sjachtar Donetsk | Sjachtar Donetsk |
| ---------------------- | ---------------- | ------------------------- | ---------------- | ---------------- |
| Premjer Liha           | 3                | 2018/19, 2019/20, 2021/22 |                  |                  |
| Koebok Oekrajiny       | 1                | 2018/19                   |                  |                  |
| Soeperkoebok Oekrajiny | 1                | 2021                      |                  |                  |
| Leeds United           |                  |                           |                  |                  |
| Championship           | 1                | 2024/25                   |                  |                  |